# Refuge fortifié d'Omal
Le refuge fortifié d'Omal est une ancienne maison forte historique et classée de la section d'Omal faisant partie de la commune de Geer en Belgique (province de Liège).

## Localisation
La maison forte se situe au sein du village hesbignon d'Omal, le long de la rue Jules Stiernet, à proximité de l'église Saint-Lambert et du cimetière et au début de l'impasse menant au manoir d'Omal, autre bien classé.

## Historique
Le bâtiment millésimé de 1625 par des ancres côté rue (côté sud-est) faisait autrefois office de refuge ainsi que de colombier pour la seigneurie d’Omal. Laissé à l’abandon et dépourvu de toiture depuis les années 1940, le bâtiment est restauré en 2017-2018.

## Description
Cet édifice bâti en brique présente quatre côtés de grandeur équivalente (environ 8 mètres), deux niveaux dont un sous-sol apparent et un rez-de-chaussée surélevé ainsi qu'une toiture en ardoises à deux versants. Le haut soubassement biseauté est réalisé en moellons de grès et de calcaire. Les encadrements des baies harpées ainsi que les chaînages d'angle sont aussi construits en pierre calcaire. Placée sur le pignon nord-est, la porte d'entrée cintrée est accessible par un perron de six marches. Elle est surmontée d'une dalle avec armoiries datée de 1625 et avec l'inscription MENIOYE/MOLLIN, du nom des familles détentrices à cette époque de la seigneurie d'Omal. Au sommet de ce pignon, se trouve un oculus. Les différentes faces de l'immeuble sont percés de plusieurs arquebusières.

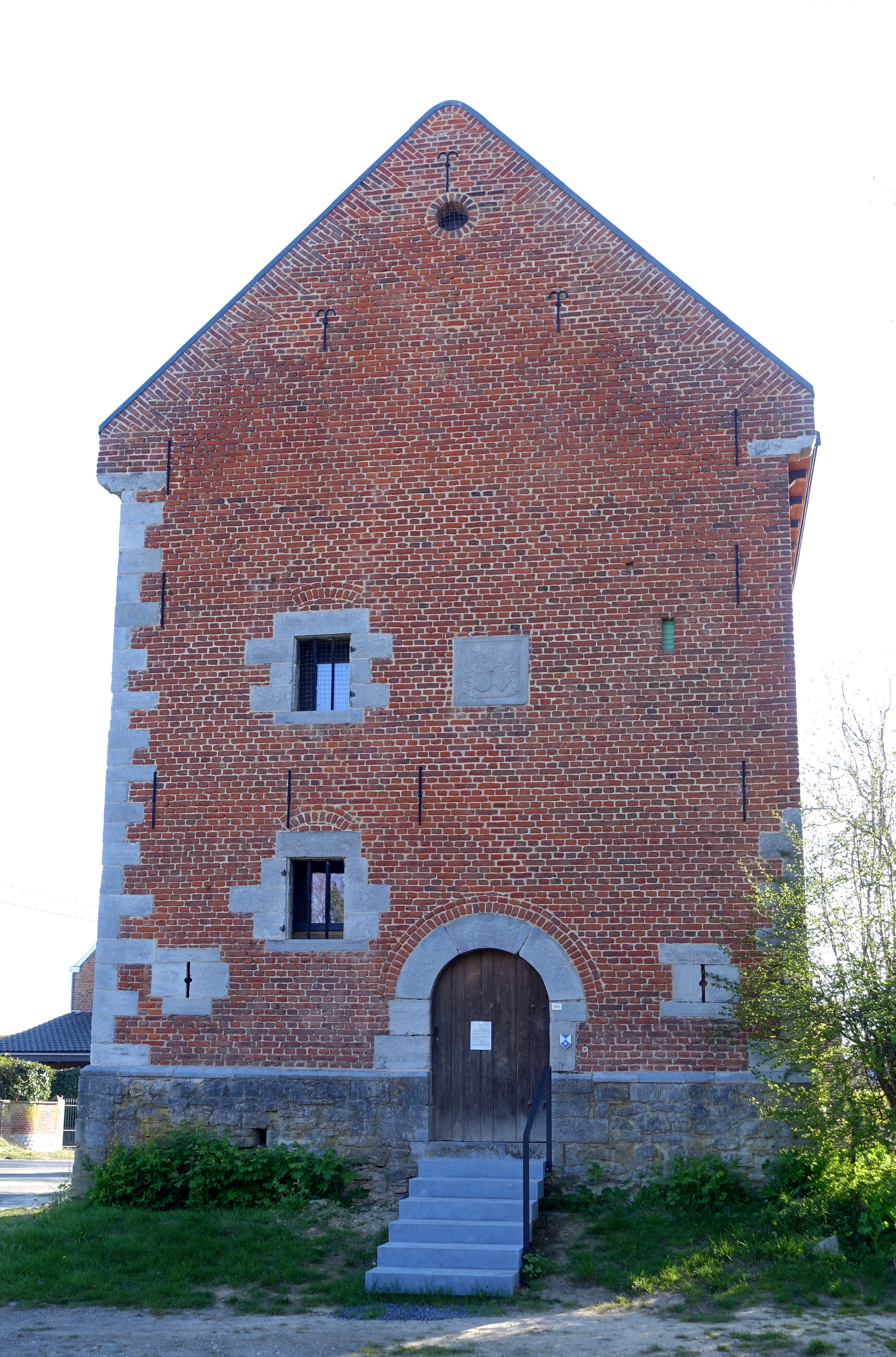
Pignon nord-est du refuge fortifié

## Classement
L'immeuble dénommé "Refuge Fortifié", à Omal, est classé depuis le 26 septembre 1947 et repris sur la liste du patrimoine immobilier classé de Geer. L'ensemble formé par le refuge fortifié et ses abords sis à Omal sont repris sur la liste du patrimoine immobilier classé de Geer depuis le 26 juillet 1977. La maison forte est une maison d'habitation privée et ne se visite pas.

## Sources et liens externes
- Inventaire du patrimoine immobilier culturel
- Cirkwi.com